# Bahnhof Igel
Der Bahnhof Igel  ist der Bahnhof von Igel im rheinland-pfälzischen Landkreis Trier-Saarburg und liegt an der Trierer Weststrecke. Früher zweigte im Bahnhof die inzwischen stillgelegte Nims-Sauertalbahn nach Bitburg-Erdorf ab. Bis zur Aufhebung der Grenzkontrollen war Igel Grenzbahnhof zu Luxemburg. In Bahnhofsnähe fädelte auch die Strecke über die Hindenburgbrücke ein.

## Geschichte

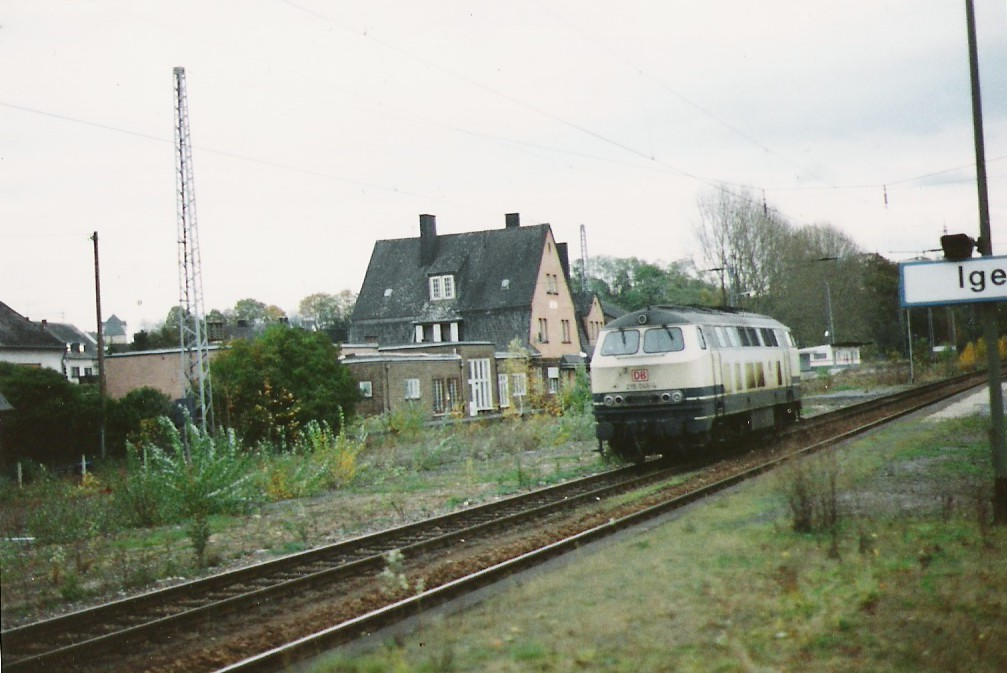
Bahnhof Igel 1994

Bereits 1848 gab es Bestrebungen eine Bahnstrecke von Luxemburg nach Saarbrücken zu bauen. Diese sollte bei Igel die Mosel überqueren und dann dem Verlauf der heutigen Saarstrecke folgen. Die Planungen wurden jedoch zunächst verworfen. Allerdings wurden sie etwa zehn Jahre später wieder aufgegriffen. Am 1. Mai 1856 ermächtigte ein Gesetz schließlich zum Bau einer Bahnstrecke von Saarbrücken entlang der Saar nach Konz und dort über die Mosel nach Igel und weiter zur luxemburgischen Grenze bzw. nach Trier. Der Bauantrag wurde daraufhin von Friedrich Wilhelm IV. genehmigt, sodass am 25. Juni 1856 mit den Bauarbeiten begonnen wurde. Die Eröffnungsfahrt fand am 14. Juni 1861 statt, wobei allerdings zunächst nur bis Trier gefahren wurde.
Die Flügelbahn über Igel zur luxemburgischen Grenze wurde erst am 14. August 1861 fertiggestellt. Der luxemburgische Prinz fuhr seinerzeit mit einem Sonderzug von Wasserbillig nach Trier. Der Sonderzug musste allerdings über Konz fahren und dort die Lokomotive wechseln, da die Querverbindung am Heidenberg zwischen Igel und Zewen erst 39 Jahre später eröffnet wurde. Dieses Gleisdreieck besteht bis heute.
Während des Deutsch-Französischen Krieges 1870/71 war die Eisenbahnverbindung nach Luxemburg zeitweise unterbrochen.
Aus technischen Gründen wurde 1907 entschieden, eine zweite Moselbrücke zwischen Konz und Igel zu bauen, wobei die zweigleisige Hindenburgbrücke entstand. Die Brücke wurde am 20. April 1912 eröffnet. Im Zweiten Weltkrieg wurde die Brücke allerdings zerstört und nicht wieder aufgebaut.
Auch die Strecke von Igel Richtung Wasserbillig wurde nach 1945 eingleisig zurückgebaut.
Am 1. September 1915 wurde Igel an die Nims-Sauertalbahn angeschlossen. Zunächst bestand jedoch nur eine Verbindung bis Wintersdorf, der erst am 15. Oktober an den bestehenden Abschnitt von Irrel nach Bitburg-Erdorf angeschlossen wurde. Am 29. September 1969 wurde der Personenverkehr eingestellt, zwischen Igel und Edingen auch der Güterverkehr. In der Folge wurde die Strecke sukzessive abgebaut.

## Bahnhofsgebäude und Bahnhofsanlagen
Zunächst befand sich zwischen 1861 und 1914 eine Haltestelle am westlichen Ortsausgang von Igel in Richtung Wasserbilligerbrück bei der Löwener Mühle. Dort befand sich auch ein kleines Bahnhofsgebäude, dass jedoch 1915 niedergelegt wurde. In der Folge gab es seitens der Bevölkerung Bemühungen, die Haltestelle wieder einzurichten. Im September 1915 entstand an dieser Stelle allerdings die Gleisverbindung zur Nims-Sauertalbahn.
Politische und wirtschaftliche Veränderungen zu Beginn des 20. Jahrhunderts machten allerdings die Errichtung eines neuen Bahnhofs erforderlich.  Am 30. Oktober 1925 wurde daher einige 100 m ortseinwärts ein neues Bahnhofsgebäude eingeweiht. Dieser neue Bahnhof hatten insbesondere durch den Personenverkehr auf der Nims-Sauertalbahn ein zunehmendes Verkehrsaufkommen.
Das dabei errichtete Bahnhofsgebäude ist als eineinhalbgeschossiger Winkelbau mit einander durchdringenden Mansarddächern angelegt. Es entstand vermutlich bereits um 1913. 1919 wurde es um einen Klinkerbau mit Flachdach in zeittypischen Formen und einer Güterhalle mit Walmdach erweitert. Das Gebäude steht heute unter Denkmalschutz.
In den 1920er und 1930er Jahren wurde der Bahnhof zu einem wichtigen Grenzbahnhof, der eine große Bedeutung für die Zollabfertigung in Richtung Frankreich und Luxemburg hatte. Laut Bericht des Trierischen Volksfreundes vom 6. Februar 1930 wurden dort 1929 täglich 52.000 Wagenladungen aus Luxemburg abgefertigt, davon allein 12.000 Erzwagen. In entgegengesetzte Richtung seien dem Bericht zufolge sogar 122.000 Wagen unterwegs gewesen. Zudem wurde 1929 40.000 Fahrkarten worden, davon 1.800 in Richtung Luxemburg.
Auch nach dem Zweiten Weltkrieg behielt der Bahnhof seine Bedeutung. Laut der Eisenbahndirektion Saarbrücken waren 1949 in Igel 46 Eisenbahner beschäftigt. Seinerzeit umfasste der Bahnhof etwa zehn Gleise mit Nutzlängen von 95 m bis 684 m.
Ab 1952 wurden auf den Strecken um Igel hauptsächlich Schienenbusse der Baureihe VT 95 eingesetzt. Durch zunehmenden motorisierten Individualverkehr verloren die Strecken allerdings an Bedeutung.
Noch heute ist die Lage des Bahnhofs Igel nahe der luxemburgischen Grenze zu erkennen, da hier Züge zweier Staatsbahnen halten: der Chemins de Fer Luxembourgeois und der Deutschen Bahn. Erste Luxemburger Züge durchquerten den Bahnhof bereits 1960. Durch die Aufhebung der Grenzkontrollen im Schengener Abkommen hat der Bahnhof seine Bedeutung als Zollbahnhof allerdings verloren.
2014 wurde die Trierer Weststrecke zwischen Igel und der luxemburgischen Grenze wieder zweigleisig ausgebaut. Von den Bauarbeiten waren auch der Bahnhof Igel und sein Umfeld betroffen. Erste Gleisbauarbeiten in Igel fanden bereits im Mai 2009 statt.
Der Hausbahnsteig (Gleis 201) mit einer Höhe von 55 cm ist barrierefrei zu erreichen, der Zugang zum Inselbahnsteig (Gleis 202 und 204) mit einer Höhe von 76 cm erfolgt über eine Unterführung.

## Verkehr
| Linie | Bezeichnung    | Zuglauf | Taktfrequenz                                    |
| ----- | -------------- | --- | ----------------------------------------------- |
| IC37  |                | Düsseldorf – Köln – Bonn – Koblenz – Cochem (Mosel) – Bullay – Wittlich – Schweich – Trier – Igel – Wasserbillig – Luxemburg (Der Zug verkehrt zwischen Koblenz und Luxemburg als RE.)                                                                                                   | ein Zugpaar täglich (entfällt ab Dezember 2025) |
| RE 11 | De-Lux-Express | Koblenz – Kobern-Gondorf – Treis-Karden – Cochem (Mosel) – Bullay – Wittlich – Schweich – Trier Hbf – Trier Süd – Kreuz Konz – Igel – Wasserbillig – Sandweiler-Contern – Luxemburg | 60 min                                          |
| RB 83 | De-Lux-Bahn    | Wittlich – Salmtal – Sehlem – Hetzerath – Föhren – Schweich – Trier-Quint – Trier-Hafenstraße – Trier West – Trier-Euren – Trier-Zewen – Igel – Wasserbillig – Mertert – Manternach – Wecker – Betzdorf – Roodt/Syre – Munsbach – Oetrange – Sandweiler-Contern – Cents-Hamm – Luxemburg | 60 min (Montag bis Samstag)                     |